# Довгохвостосиницеві

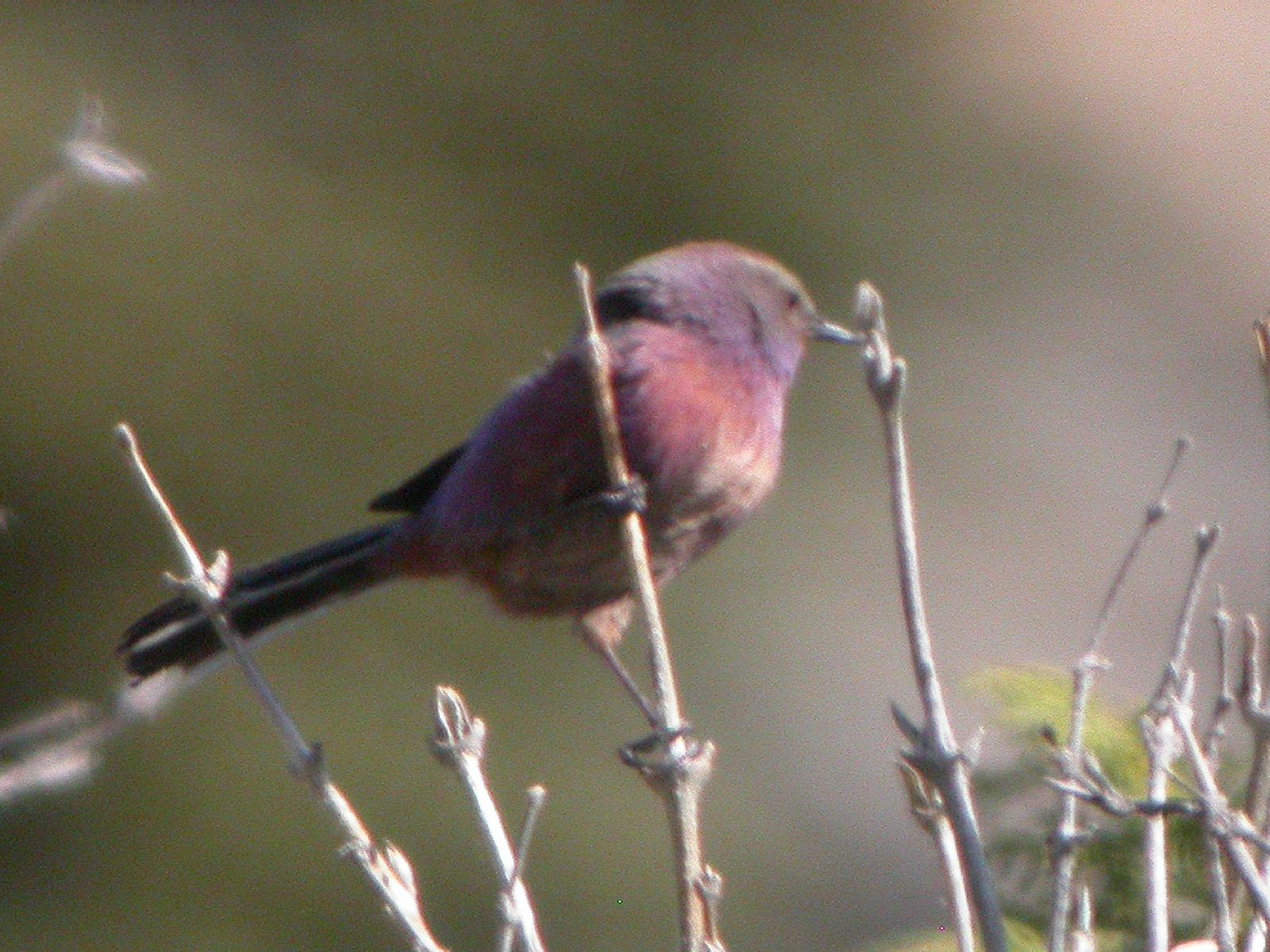
На відміну від інших представників родини, Leptopoecile sophiae має яскраве забарвлення

Довгохвостосиницеві, ополовникові (Aegithalidae) — родина дрібних співочих птахів ряду горобцеподібних.

## Морфологічні ознаки
Це дрібні за розміром птахи розміром 9—14 см у довжину, включаючи довгий хвіст та вагою 4,4—9 г. Їхнє забарвлення зазвичай блідо сіре або коричневе, частина видів має білі частини оперення, довгохвості синиці мають рожеві відтінки в оперенні. На противагу цьому, решта представників родини — види роду Leptopoecile забарвленні яскраво, маючи фіолетове та блакитне оперення. Leptopoecile elegans єдині представники, які мають чубчик. Дзьоб у представників цієї родини є тонким, коротким та конічним за формою. Крила відносно короткі та заокруглені. Ноги відносно довгі.

## Поширення та місця існування
Усі довгохвостосиницеві — лісові птахи, які віддають перевагу узліссю та підліску. Види роду синиця довгохвоста віддають перевагу листяним лісам, тоді як види роду Psaltria зустрічаються головним чином в хвойних лісах. Представники роду Psaltriparus використовують широкий діапазон місць існування, головним чином мішані ліси. Більшість видів родини мешкає в горах довкола Гімалаїв та всі поширені в Євразії, за виключенням Psaltriparus, які мешкають у Північній Америці. Довгохвості синиці є найбільш широко поширеними серед видів даної родини; зустрічаються в Євразії від Великої Британії до Японії. У протилежність іншим, два види мають дуже маленькі ареали: Aegithalos bonvaloti, поширення якого повністю обмежене двома горами в М'янмі та Psaltria exilis яка зустрічається тільки в горах на заході о. Ява. Види родини довгохвостосиницевих в цілому не є мігруючими, лише синиця довгохвоста проявляє тенденцію до міграцій, особливо на межі свого ареалу. Багато видів, які мешкають в горах, здійснюють взимку вертикальні міграції.

## Особливості біології
Моногами. Пари можуть мати так званих помічників (одного або більше), які допомагають парі вигодовувати пташенят. Гніздо зазвичай кулеподібної форми, ззовні замасковане павутинням, лишайниками, а всередині вистелене пір'ям. Гніздо розміщують на деревах. Кладка складається з 6—10 білих яєць, які у багатьох видів мають червоні крапки. Інкубація триває 13—14 днів, молоді птахи залишаються в гнізді 16—17 днів.
Це всеїдні птахи, живляться переважно комахами та іншими безхребетними. Рослинна їжа зустрічається випадково взимку. Здобич зазвичай знаходять на гілках дерев та листках, рідко ловлять у польоті.
Птахи цієї родини більшу частину року тримаються зграйками по 6—12 особин.

## Систематика
Таксономічний ранг та склад родини довгохвостосиницеві відрізняється за різними системами. Інколи рід довгохвостих синиць відносять до родини суторових (Paradoxornithidae).
За сучасними системами родина включає 3 роди та 13 видів:
- Довгохвоста синиця (Aegithalos) Hermann 1804
  - Ополовник китайський (Aegithalos bonvaloti)
  - Синиця довгохвоста (Aegithalos caudatus)
  - Ополовник рудоголовий (Aegithalos concinnus)
  - Ополовник сіроголовий (Aegithalos fuliginosus)
  - Ополовник чорноголовий (Aegithalos glaucogularis)
  - Ополовник рудощокий (Aegithalos iouschistos)
  - Ополовник чорногорлий (Aegithalos leucogenys)
  - Ополовник білогорлий (Aegithalos niveogularis)
  - Ополовник бірманський (Aegithalos sharpei)
  - Ополовник-крихітка (Aegithalos exilis)
- Сікорчик (Leptopoecile) Severtsov, 1873
  - Сікорчик тибетський (Leptopoecile sophiae)
  - Сікорчик чубатий (Leptopoecile elegans)
- Американський ополовник (Psaltriparus) Townsend, 1837
  - Ополовник американський (Psaltriparus minimus)